# Anchistea
Anchistea,  monotipski rod papratnica iz porodice  Blechnaceae. Jedina vrsta je A. virginica iz Sjedinjenih Država, Kanade i Kube.
Prvi ju je opisao Carl Linnaeus 1771., kao Blechnum virginicum a 1793. James Edward Smith ju je premjestio u rod Woodwardia i na kraju 1851., Carl Presl u zaseban rod Anchistea.
Raste na vlažnim mjestima.

## Sinonimi
- Anchistea virginica f. fertilis (Farw.) M.Broun
- Blechnum banisterianum (Michx.) Poir.
- Blechnum carolinianum Watt.
- Blechnum virginicum L.
- Doodia virginica (L.) C.Presl
- Lorinseria thelypteroides (Pursh) C.Presl
- Woodwardia bannisteriana Michx.
- Woodwardia thelypteroides Pursh
- Woodwardia virginica (L.) Sm.
- Woodwardia virginica f. fertilis Farw.
- Woodwardia virginica f. thelypteroides (Pursh) Gilbert